# Zeitlarn (Neunburg vorm Wald)
Zeitlarn ist ein Ortsteil der Stadt Neunburg vorm Wald im Landkreis Schwandorf in Bayern.

## Geographie
Zeitlarn liegt circa zwei Kilometer südöstlich von Neunburg vorm Wald an der Staatsstraße 2040, die Neunburg vorm Wald mit der B 85 in Wetterfeld verbindet.

## Geschichte
Der Name Zeitlarn kommt von hier lebenden Imkern, früher auch Zeidler genannt. Bis heute wird diese Tradition aufrechterhalten.
1330 wurde Zeitlarn erstmals urkundlich erwähnt.
Am 23. März 1913 war Zeitlarn Teil der Pfarrei Neunburg vorm Wald, bestand aus sieben Häusern und zählte 59 Einwohner.
Am 31. Dezember 1990 hatte Zeitlarn 52 Einwohner und gehörte zur Pfarrei Neunburg vorm Wald.
Siehe auch: Liste der Baudenkmäler in Neunburg vorm Wald, Abschnitt Zeitlarn